# Герб пожалования
Герб пожалования (привилегий) — герб, который монархи или суверенные республики позволяют использовать целиком или частично за непорочную службу или особые заслуги.
Пожалованными могут быть: родовые гербы, гербы различных сообществ и городов, которые не следует путать с гербами владений.
В европейской геральдике гербами привилегий называются гербы полученные людьми незнатного происхождения, если они дослужились до возвышающей их должности. Во Франции это относилось к гербам: скабинов, прево, консула Перпиньяна или мэра крупного города.

## История
Древний итальянский род Варано ди Камерино из Феррары, став викарем Святого престола, получил в свой герб папскую хоругвь.
Людовик IX пожаловал в герб Тевтонского ордена в главу щита лилии Франции.
В 1429 году Карл VII пожаловал герб семейству Дю Лис в лице Жанны д'Арк: "в синем поле серебряный меч с золотой рукоятью столбом, поддерживающий золотую корону и сопровождаемой двумя чисто золотыми лилиями".
В 1465 году Людовик XI пожаловал в герб Пьетро II Медичи в верхний шар лилии Франции.
Людовик XIV пожаловал известного живописца Шарля Лебрена в герб — королевское солнце.
В русской геральдике пожалование производилось императорами в основном в территориальной геральдике (города и губернии), за особые заслуги (самые известные пожалование 364 человека Лейб-компании и различные чины брига "Меркурий"), а также гербовые девизы на девизной ленте.

## Блазонирование
Герб пожалования должен занимать в гербе наиболее почётное место. Их следует располагать на главе, в первой четверти (первом поле), поверх гербового щита, в шлемовой эмблеме или на главной фигуре герба. Такое же требования к пожалованным геральдическим коронам.

## Галерея
- Герб Шувалова из Лейб-компанского гербовника
- Герб Александра Казарского, капитана брига «Меркурия»
- Герб Оспенного
- герб шведского рода Пистолькорс
- Герб пожалованный Жанне Д'Арк и её семье
- Герб Медичи с аугментацией
- Герб семьи Варано с папским зонтом
- Герб Чезаре Борджа, как герцога Валентино и гонфалоньера Церкви
- Герб Томаса Говарда, героя битвы при Флоддене
- Герб герцога Веллингтона
- Герб адмирала Нельсона
- Герб Элькано с нашлемником в память о первой кругосветке
- Герб Колумба
- Герб Конрада Тюрингского, как магистра Тевтонского ордена